# Чиннават, Йинглак
Йинглак Чиннават (тайск. ยิ่งลักษณ์ ชินวัตร [jîŋ.lák.t̠͡ɕʰin.ná.wát], чаош. 丘英樂 Кху Инлак; род. 21 июня 1967, Сан-Кампхенг, Чиангмай, Таиланд) — 28-й премьер-министр Таиланда, первая женщина на этом посту, один из лидеров партии «Пхыа Тхаи», младшая сестра находящегося в эмиграции бывшего премьер-министра Таиланда и миллиардера Таксина Чиннавата.

## Биография
Йинглак Чиннават родилась 21 июня 1967 года на севере Таиланда в провинции Чиангмай. Она была младшей из девяти детей Лета Чинавата (เลิศ ชินวัตร), депутата регионального парламента. Её дед Кху Чхуньсин (丘春盛 Khu Chun Seng) был этническим хакка из уезда Фыншунь провинции Гуандун. Одним из её старших братьев был Таксин Чиннават, впоследствии ставший премьер-министром Таиланда.
В 1988 году Чинават окончила Чиангмайский университет (Chiang Mai University) со степенью бакалавра по политологии и государственному управлению, а в 1991 году — Университет штата Кентукки со степенью магистра по информационным системам в управлении (по другим сведения — со степенью магистра по государственному управлению). Там же она получила степень магистра делового администрирования (MBA). В августе 2008 года Чиннават была включена журналом Forbes в список самых влиятельных женщин мира.
После окончания американского университета Чиннават начала работать в принадлежавшем её семье деловом телефонном справочнике Shinawatra Directories, вскоре получив должность директора по операциям и закупкам. В конце 90-х — начале 2000-х годов она работала на руководящих должностях в телекоммуникационных компаниях Rainbow Media и Advanced Info Service (AIS) — лидере рынка мобильной связи Таиланда. В прессе писали, что продажа AIS в 2006 году, которую курировала Йинглак, сопровождалась коррупционным скандалом. С 2006 года Чиннават работала управляющим директором семейной девелоперской компании SC Asset.
В тот же период успешно развивалась политическая карьера брата Йинглак Чиннават, Таксина. На всеобщих выборах 2001 года созданная им партия «Тайцы любят тайцев» (Thai Rak Thai, TRT) одержала решительную победу, и он возглавил правительство страны. Однако в сентябре 2006 года Таксин Чиннават был смещён с поста премьер-министра, после чего власть в стране захватила оппозиционная Демократическая партия под руководством Апхисита Ветчачива, который в 2008 году занял пост главы правительства Таиланда. Деятельность партии «Тайцы любят тайцев» была запрещена, впоследствии запрет был наложен и на деятельность образованной после этого Партии народной власти (People’s Power Party, PPP), также поддерживавшей Таксина. Эксперты отмечали, что если PPP и Таксин ориентировались на сельское население страны, то Апхисит представлял интересы бизнеса, среднего класса, армии и королевского двора. Политическая нестабильность вылилась в масштабные столкновения властей и сторонников Таксина Чиннавата. В 2009 и 2010 годах в стране вводилось чрезвычайное положение.
Ещё в 2009 году сообщалось, что Йинглак Чиннават может прийти в политику и возглавить объединение «Пхыа Тхаи» («Для Таиланда»), образованное после запрета PPP, однако только в мае 2011 года, незадолго до выборов в парламент Таиланда, «Пхыа Тхаи» избрало Йинглак лидером своего предвыборного списка. В ходе парламентской кампании Йинглак пообещала справиться с последствиями пятилетней политической нестабильности, объявить амнистию всем участникам беспорядков и переворота 2006 года. Также она представила программу по борьбе с бедностью, включавшую себя обещание дать всем школьникам страны по планшетному компьютеру. При этом пресса писала, что руководил «Пхыа Тхаи» Таксин, который в то время находился в Объединённых Арабских Эмиратах, в Дубае, скрываясь от обвинений в коррупции на родине.
Чиннават замужем, у неё есть сын.

### Пост премьер-министра

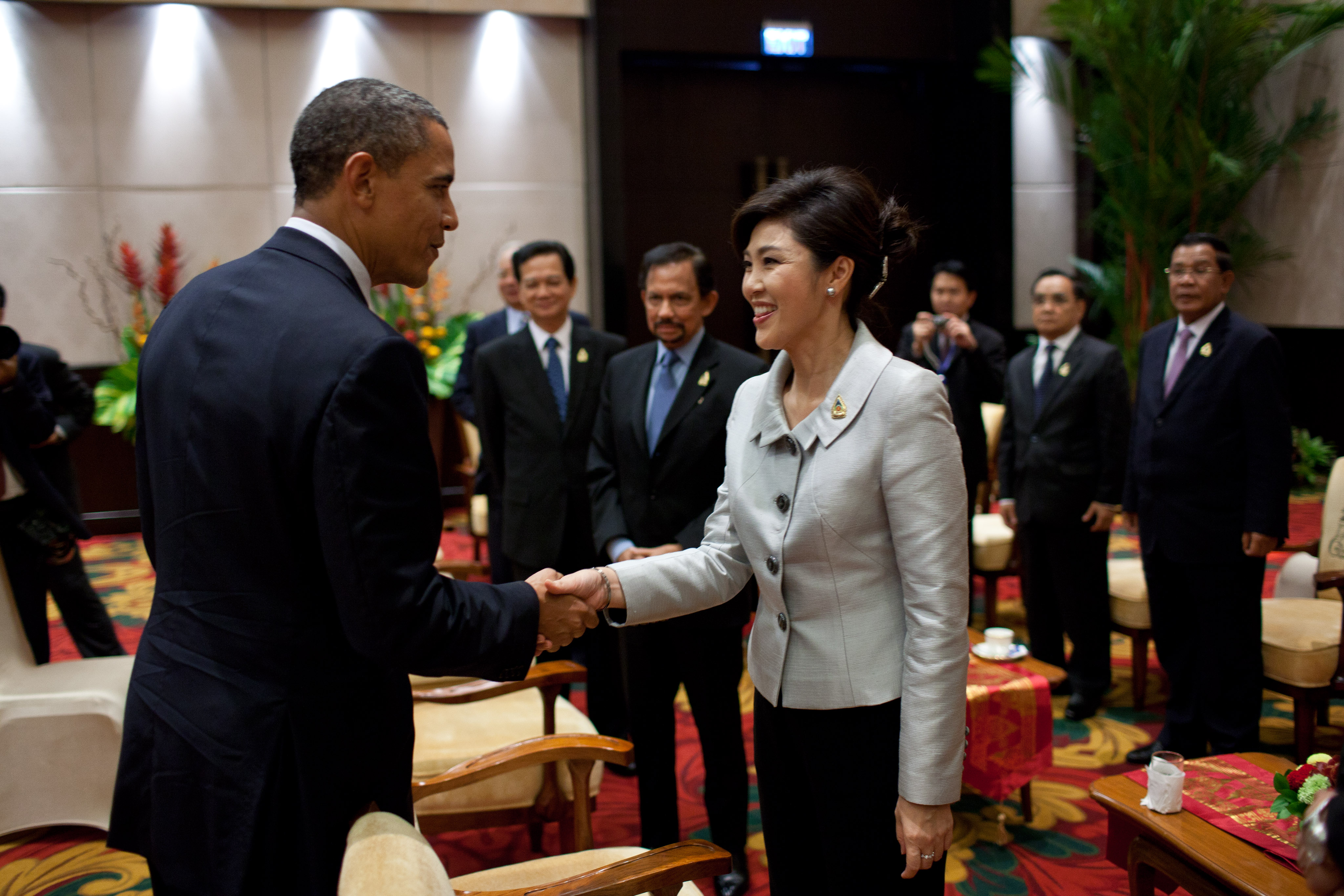
Встреча с президентом США Бараком Обамой

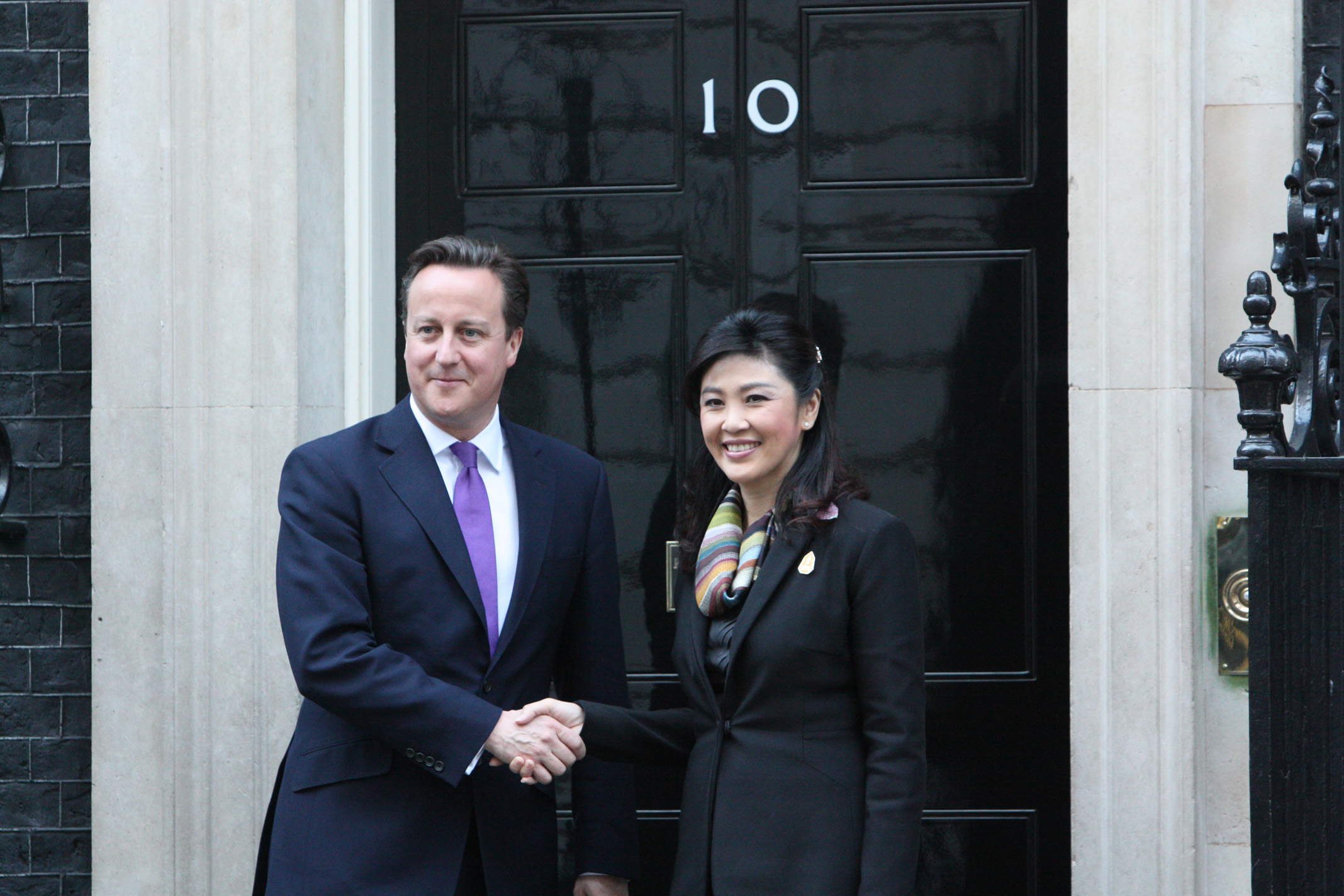
Встреча с британским премьер-министром Дэвидом Кэмероном

3 июля 2011 года в Таиланде прошли парламентские выборы, победу на которых одержала «Пхыа Тхаи» — объединение получило 264 места против 160 мест у Демократической партии Апхисита, занявшей второе место. 5 августа 2011 года парламент Таиланда официально избрал Йинглак Чиннават премьер-министром (за неё было отдано 296 голосов из 500 возможных). Таким образом, она стала первой женщиной-премьером и самым молодым председателем правительства в истории страны. Ещё до своего назначения она покинула пост в SC Assets.

#### Протесты
Осенью 2013 года в Бангкоке начались многотысячные антиправительственные выступления, возглавляемые бывшим членом парламента от оппозиционной Демократической партии Сутхепом Тхаугсубаном. Демонстранты требуют отставки Йинглак Чиннават, обвиняя её в том, что на самом деле страной управляет её брат Таксин Чиннават. В начале декабря 2013 года Чиннават приняла решение о роспуске парламента в связи с непрекращающимися в стране акциями протеста против действующего правительства. В соответствии с местным законодательством, это означает, что правительство во главе с премьером уходит в отставку.

#### Отстранение от должности и уголовная ответственность
6 мая премьер-министр Таиланда Йинглак Чиннават прибыла в Конституционный суд Таиланда, для ответа на обвинения в злоупотреблении властью по иску группы сенаторов, в связи с неконституционностью увольнения в 2011 году секретаря совета национальной безопасности Тхавина Плиенсири. В зале суда Йинглак Чиннават заявила, что:
Я отрицаю все обвинения, выдвинутые в мой адрес. Как премьер-министр, я имею право выполнять свои обязанности и принимать решения, исходя из интересов общества.
7 мая Конституционный суд Таиланда постановил освободить от занимаемой должности исполняющую обязанности премьер-министра страны Йинглак Чинават и девять министров в связи с неконституционностью увольнения в 2011 году секретаря совета национальной безопасности Тхавина Плиенсири, согласившись с мнением истцов—группы сенаторов, считающих, что Чиннават получила личную выгоду от смещения Плиенсири, назначив на его место вышедшего в отставку шефа полиции, а на освободившееся место назначив своего родственника, признав такие действия неконституционными. Согласно заявлению суда:
Полномочия премьер-министра прекращены, Йинглак не может больше оставаться на своём посту.
Заседание транслировалось по основным телеканалам страны. Чиннават на оглашении вердикта не присутствовала и следила за заседанием из своего кабинета посредством видеотрансляции. После объявления решения суда об отставке Чиннават на улицах Бангкока прошли массовые праздничные шествия.
В тот же день, исполняющим обязанности премьер-министра Таиланда был назначен Ниваттхумронг Бунсонгпайсан. Позднее, у дома судьи Конституционного суда,
здания крупного коммерческого банка и научно-исследовательского института были взорваны гранаты.
8 мая Национальная антикоррупционная комиссия Таиланда признала Йинглак Чиннават виновной в халатности при реализации госпрограммы по залоговому выкупу риса у сельхозпроизводителей, приведшей к значительному ущербу для государственного бюджета. Отчёт по расследованию будет направлен для рассмотрения в сенат Таиланда, где дальнейшее рассмотрения дела может привести к запрету заниматься политикой на 5 лет и дальнейшему рассмотрения в Верховном суде, что может повлечь за собой уголовную ответственность. Глава НАК Пантеп Кланаронг сообщил, что:
Комиссией собрано достаточное количество доказательств виновности. Теперь мы передаём это дело в Сенат.

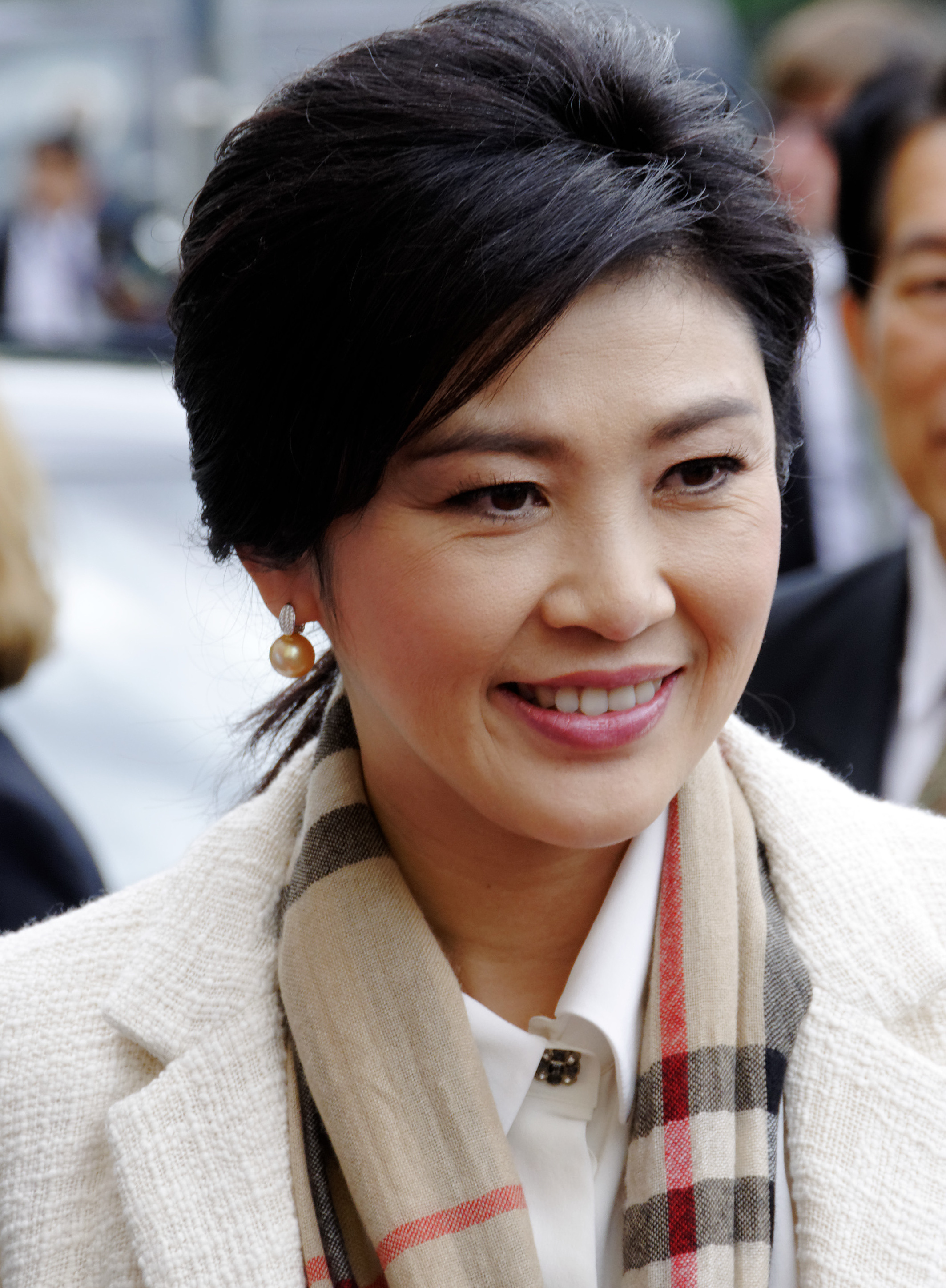
Йинглак Чиннават в 2012 году

В 2011 году правительством в сельскохозяйственный сектор была внедрена схема залогового выкупа риса у крестьян государством по ценам, превышающим рыночные. Государство брало на себя обязательства по продаже выкупленного риса на экспорт, однако в условиях падения мировых цен на рис исполнить это оказалось сложно, в результате чего рис портился на складах. Схема залогового выкупа принесла Чиннават популярность среди бедных слоёв населения, но стоила Таиланду статуса крупнейшего в мире экспортёра риса. У государства перед крестьянами к концу 2013 года был накоплен долг в 4,4 млрд долларов США, что привело к массовым протестам в Бангкоке и ряде провинций Таиланда.
23 мая 2014 года Чиннават была арестована захватившими власть военными.
25 мая Йинглак Чинават была освобождена из-под стражи, но с условием неучастия в протестах и неприсоединения к какому-либо политическому движению, а право на выезд за пределы Таиланда она получит только с разрешение военных властей.
23 января 2015 года депутаты парламента большинством в 190 голосов проголосовали за вынесение импичмента Чиннават и запретили ей заниматься политикой в течение пяти лет.
19 февраля Генпрокуратура Таиланда предъявила экс-премьеру официальное обвинение. Ей грозит до 10 лет лишения свободы.
Сама Чиннават своей вины не признаёт.
27 сентября 2017 года бывшую премьер-министра признали виновной в сокрытии коррупции и заочно приговорили к пяти годам лишения свободы. Чиннават являлась в суд с 2014 по август 2017 года, но затем предупредила суд, что у неё ушная инфекция. После этого экс-чиновница покинула страну, предположительно скрывшись в Дубае.